# História do Irão
A história do Irão (português europeu) ou Irã (português brasileiro) registra os acontecimentos históricos no território correspondente aos atuais Irã, Afeganistão, Tadjiquistão, Uzbequistão, Azerbaijão e outras áreas vizinhas, ao longo de um período de tempo que começa com as primeiras civilizações pré-arianas (como a cultura de Jiroft e a elamita), perpassa os Império iranianos e prossegue até os dias atuais, com a República Islâmica do Irã. Em suas diversas formas, trata-se de uma das mais antigas entre as grandes civilizações de existência contínua.
Algumas fontes referem-se a certos períodos da história do Irã com a denominação Império Persa, que pode ser definido como uma sucessão de Estados que controlaram o planalto Iraniano ao longo do tempo, a começar pela dinastia aquemênida,  fundada por Ciro II, no século VI a.C.

## Antiguidade

### Antes dos persas
Os mais antigo sítios arqueológicos do Irão são encontrados no Kashafrud e Ganj Par. Anteriormente aos aquemênidas, o planalto Iraniano era ocupado pelo Elão (cerca de 2 700 a.C. - 539 a.C.), cuja capital era a cidade de Ansã e, posteriormente, Susa. Elão conviveu com o reino Jiroft - estabelecido no que são hoje as províncias orientais do Irã, enquanto que os elamitas controlavam a porção ocidental, na região da Cordilheira de Zagros - e posteriormente sucedeu-o, estendendo-se pelo planalto Iraniano. A cultura elamita desempenhou um papel essencial no posterior Império Persa, durante o período aquemênida, que manteve a língua elamita como idioma oficial. A civilização elamita é tradicionalmente considerada o ponto inicial da história do Império Persa.

### Império Aquemênida (648-330 a.C.)
O princípio do primeiro milênio a.C. testemunhou a segunda grande invasão do planalto Iraniano por tribos indo-arianas provenientes da Transoxiana e do Cáucaso, entre as quais os medos e os persas. O primeiro registro a respeito dos persas vem de uma inscrição assíria de c. 844 a.C., que se refere aos parsu (Parsuash, Parsumash), localizando-os na área do lago Úrmia, juntamente com outro grupo, estes os madai (medos).
Os medos fixaram-se no norte do planalto Iraniano (Ecbátana, atual Hamadã), e os persas, até então nômades, estabeleceram-se ao sul, em Parsa (atual província iraniana de Fars) e na cidade de Ansã, onde Teispes (reg. c. 675-640), filho de Aquêmenes (semilendário, c. 700-675), teria fundado um novo reino, intitulando-se "rei da cidade de Ansã". Sucederam a Teispes Ciro I e Cambises I. Este último casou-se com a neta do líder medo Ciaxares e foi pai de Ciro II. O reino de Ansã, tributário dos medos, continuou a usar o elamita como idioma oficial por algum tempo, embora a dinastia governante falasse persa, uma língua indo-europeia. A posterior expansão do reino da cidade de Ansã resultaria na criação do Império Persa.

O Império Aquemênida em

Durante anos dominadas pelos citas e pelos assírios, as tribos medas, unificadas por Ciaxares, conquistaram Nínive, capital da Assíria, em 612 a.C. Após a derrota definitiva dos assírios em 610 a.C., os medos ocuparam território no que é hoje o Irã, bem como na Ásia Menor, na Anatólia e na Lídia. Em 550 a.C., Ciro II, de origem persa, derrotou os medos e tomou o trono (medos e persas pertenciam à mesma raça iraniana e suas línguas eram quase idênticas: a ascensão de Ciro pode ser vista como uma revolução interna que não afetou o império). Senhor dos territórios sujeitos ao Império Medo, Ciro II tomou a antiga capital elamita de Susa, para onde foi transferida a capital persa. Em seguida, os persas conquistam a Lídia, a Jônia, a Cária, a Lícia e a Babilônia, após derrotar o Rei Nabonido em 538 a.C. Sucedendo seu pai Ciro, Cambises II conquistou, em vinte anos, por meio de força militar e de uma política liberal para com os povos submetidos, um império que se estendia do Mediterrâneo ao Indo e que incluía o Egito.
O império atingiu o auge territorial sob Dario I, que conquistou o vale do rio Indo, a leste, e a Trácia, a oeste. A sua invasão da Grécia foi frustrada na Batalha de Maratona. Seu filho Xerxes I também tentou ocupar a Grécia, mas foi derrotado na Batalha de Plateias, em 479 a.C. (V. Guerras Médicas).
O Império Persa Aquemênida foi o maior e mais poderoso Estado que o mundo havia visto até então; era bem administrado e organizado. Dario dividiu o reino em cerca de vinte satrapias (províncias), supervisionadas por governadores (sátrapas). Também instituiu um sistema tributário para cobrar impostos de cada província, ampliou o sistema postal dos assírios e adotou o uso de agentes secretos (conhecidos como os "olhos e ouvidos do rei"). Construiu a famosa "estrada real", de modo a ligar o seu extenso império.
Durante o período aquemênida, o zoroastrismo, fundado pelo profeta Zoroastro, tornou-se a religião dos governantes e da maior parte dos povos da Pérsia; enfatizava uma luta dualista entre o bem e o mal, e uma batalha final vindoura. O zoroastrismo e seus líderes místicos, os magos, viriam a ser um elemento definidor da cultura persa.
A Pérsia Aquemênida uniu povos e reinos de todas as principais civilizações de uma vasta região.

### Pérsia helenística (330-150 a.C.)

O império de Alexandre, o Grande

Os últimos anos da dinastia aquemênida foram marcados pela decadência. O maior império da antiguidade desmoronou em apenas oito anos, quando atacado por um jovem rei macedônio, que a história viria a chamar de Alexandre, o Grande.
A decadência da Pérsia ficou evidente para os gregos em 401 a.C., quando o sátrapa de Sardes contratou 10 000 mercenários gregos para ajudá-lo a reivindicar o trono imperial, o que demonstrava a instabilidade política e a fraqueza militar dos aquemênidas.
Filipe II da Macedônia, governante da maior parte da Grécia, e seu filho Alexandre decidiram aproveitar esta fraqueza. Após a morte de Filipe, Alexandre invadiu a Pérsia, desembarcando seu exército na Ásia Menor em 334 a.C. Suas tropas rapidamente tomaram a Lídia, a Fenícia e o Egito, derrotaram as forças de Dario III em Isso e  por fim capturaram a capital persa de Susa. O último foco de resistência aquemênida foi nas proximidades do palácio real em Persépolis. O Império Persa estava enfim nas mãos dos gregos.
Ao longo de sua rota de conquista, Alexandre fundou diversas cidades, todas com o nome Alexandria, que serviram para difundir a cultura helenística na Pérsia nos séculos seguintes.
O império de Alexandre desfez-se logo após a sua morte, mas a Pérsia continuou sob controle grego. Um dos generais de Alexandre, Seleuco I Nicátor, assumiu o controle da Pérsia, da Mesopotâmia e, mais adiante, da Síria e da Ásia Menor. Sua descendência é conhecida como a dinastia Selêucida.
A colonização grega continuou até cerca de 250 a.C., difundindo a língua, a filosofia e a arte gregas. O grego tornou-se a língua da diplomacia e da literatura em todo o território conquistado por Alexandre. O comércio com a China, iniciado durante a era aquemênida através da Rota da Seda, assumiu novas proporções, permitindo também um intercâmbio cultural: o budismo foi trazido da Índia; o zoroastrismo foi levado para o oeste e viria a influenciar o judaísmo.
O Império Selêucida rapidamente entrou em declínio. Ainda durante a vida de Seleuco, a capital foi transferida de Selêucia, às margens do Tigre, na Mesopotâmia, para Antioquia (atual Antáquia), às margens do Orontes, próximo ao Mediterrâneo. As províncias orientais de Báctria e Pártia desligaram-se do Império em 238 a.C. A liderança militar do rei Antíoco III impediu a Pártia de conquistar a própria Pérsia, mas alarmou a República Romana, cujas legiões começaram a atacar o Império Selêucida. Este viu-se às voltas com a rebelião dos macabeus, na Judeia, e com a expansão do Império Cuchana a leste. O império desmoronou e foi conquistado pela Pártia e por Roma.

### A Pérsia sob os partas (150 a.C.-226 d.C.)

O Império Parta, c.

A Pártia era uma região ao norte da Pérsia, no que é hoje o nordeste do Irã. Seus governantes, a dinastia arsácida, pertenciam a uma tribo iraniana que havia se instalado na área na época de Alexandre, o Grande. Declararam-se independentes dos selêucidas em 238 a.C., mas somente lograram expandir-se às custas do Império Persa após a ascensão de Mitrídates I ao trono parto, em c. de 170 a.C. Anexaram várias regiões na fronteira leste, conquistaram a Babilônia e a Média e, por fim, vencem Antíoco VII em 130 a.C., tomando dos selêucidas todos os seus domínios a leste do Eufrates. O Império Parta estendia-se, então, desde o Eufrates até quase o Indo, com numerosos reinos vassalos.
As duas grandes ameaças ao partos eram as invasões dos nômades vindos do oriente e dos romanos a oeste. Os dois impérios - o parta e o romano - colidiram por mais de dois séculos na Mesopotâmia, com sérias derrotas iniciais infligidas aos romanos, como a Licínio Crasso na Batalha de Carras (54 a.C., ou a Marco Antônio (36 a.C.). Mais tarde, aproveitando-se da desunião política do inimigo (os partas dividiam-se em clãs, que administravam, cada um, uma província do império) e de um governo central cada vez mais fraco, os romanos lograram vitórias expressivas, chegando mesmo à capital da Pártia, Ctesifonte - Trajano em  115 d.C., Marco Aurélio em 165 d.C., Septímio Severo em 198 d.C. e Caracala.
A fraqueza da dinastia arsácida permitiu a rebelião em 224 d.C. do rei persa vassalo, Artaxes I, o qual se dizia descendente dos aquemênidas. Artaxes I tomou Ctesifonte em 226 d.C. e derrubou o rei parto Artabano IV, fundando a nova dinastia dos sassânidas.

### A Pérsia sassânida (226-650)

Império Sassânida, c. 610

Durante o domínio parta, a Pérsia era apenas uma província de um império extenso e descentralizado. O então rei da Pérsia, Artaxes I, chefiou uma rebelião contra o governo imperial da Pártia. Em dois anos, tornou-se o xá de um novo Império Persa.
A dinastia sassânida (cujo nome vem do bisavô de Artaxes I) foi a primeira dinastia reinante verdadeiramente persa desde a era dos aquemênidas. Considerava-se, pois, como a sucessora de Dario I e Ciro II. Empreenderam uma política agressivamente expansionista, recuperando a maior parte do território oriental que o Império Cuchana havia tomado no período parta. Os sassânidas continuaram a guerrear contra Roma. Um exército persa chegou a capturar o imperador romano Valeriano, em 260 d.C.
A Pérsia sassânida, diferentemente da Pártia, era um Estado altamente centralizado. A população estava organizada em castas: sacerdotes, soldados, escribas e plebeus. O zoroastrismo tornou-se a religião oficial do Estado e propagou-se da Pérsia central para as províncias. Houve perseguições esporádicas contra outras religiões, particularmente contra o catolicismo ortodoxo, devido a suas ligações com o Império Romano. O nestorianismo era tolerado e por vezes mesmo favorecido pelos sassânidas.
Embora os hunos brancos houvessem ocupado regiões a leste do império, este logrou anexar, entre 605 e 629, o Levante e o Egito, avançando em seguida sobre a Anatólia.
Entretanto, uma guerra posterior com os romanos levou à destruição do império. Ao longo de um demorado conflito, os exércitos sassânidas chegaram a Constantinopla, mas não a conseguiram tomar. Enquanto isto, o imperador bizantino Heráclio flanqueava os persas na Ásia Menor e atacava o império pela retaguarda, o que resultou em uma derrota decisiva para os sassânidas na Mesopotâmia setentrional. O império viu-se obrigado a abandonar todos os territórios conquistados e recuar, seguindo-se o caos interno e a guerra civil.

## Idade Média

### Pérsia e Islã (650-1219)
A rápida expansão do califado árabe coincidiu com o caos causado pelo fim da dinastia sassãnida. A maior parte do país foi conquistada de 643 a 650. A conquista da Pérsia pelos exércitos árabes islâmicos marcou a transição para a Pérsia medieval.
Isdigerdes III, último xá, morreu dez anos após perder o seu império para o califado. Tentou recuperar algo do que havia perdido, com o auxílio dos turcos e dos tártaros, mas estes foram facilmente derrotados pelos muçulmanos.
Este império árabe, governado pela dinastia Omíada, foi o maior Estado da história até aquele momento, estendendo-se desde a Península Ibérica até o rio Indo, e do mar de Aral até a ponta sul da Península Arábica. Os Omíadas serviram-se dos sistemas administrativos persa e bizantino e transferiram a capital para Damasco, no centro de seu império. A dinastia reinaria sobre a Pérsia por cem anos.
A conquista árabe transformou radicalmente a vida na Pérsia. O árabe tornou-se a nova língua franca; o Islã rapidamente substituiu o zoroastrismo e construíram-se mesquitas. Enfim, novos elementos foram acrescentadas ao meio cultural iraniano. Durante aquela época, e devido ao vasto alcance do Império Árabe, muitos cientistas persas viriam a exercer impacto direto sobre o Renascimento europeu, séculos depois.
Em 750, os Omíadas foram derrubados pela dinastia abássida, também árabe. Os persas desempenhavam, então, um papel importante na burocracia do império. O califa abássida Almamune, cuja mãe era persa, transferiu sua capital para Merv, na Pérsia oriental.
Em 819, o leste da Pérsia foi conquistada pelos Samânidas , os primeiros governantes de origem persa, desde a ocupação árabe. Estabeleceram Samarcanda, Bucara e Herat como suas capitais e reavivaram a língua e a cultura persas.
Em 913, a parte oeste do atual Irã foi conquistada pelos buáiidas, uma confederação tribal persa das margens do mar Cáspio. Fizeram de Xiraz a sua capital e destruíram a unidade territorial islâmica. Não mais uma província de um império islâmico unificado, a Pérsia era agora uma nação de um mundo islâmico cada vez mais diversificado.
O grande poeta Ferdusi, "o recriador da língua persa", escreveu naquela altura o épico Épica dos Reis Shâh Nâmâ, em persa, que contava a história dos reis do Irã.

### A Pérsia sob o domínio turco (1037–1219)
O mundo islâmico foi abalado em 1037 pela invasão dos turcos seljúcidas, vindos de nordeste. Estes criaram um enorme império no Oriente Médio que deu continuidade ao florescimento da cultura islâmica medieval: construiu-se a Mesquita da Sexta-Feira em Ispaão; Omar Khayyam, o poeta persa mais famoso de todos os tempos, escreveu nos Rubaiyat a sua poesia de amor.
No início do século XIII, os seljúcidas perderam o controle da Pérsia para outro grupo turco, proveniente da Corásmia, próximo ao mar de Aral. Os xás do Império Corásmio governaram por pouco tempo, pois viram-se defronte ao mais temido conquistador da história: Gêngis Cã.

### A Pérsia sob os mongóis e seus sucessores (1219-1500)
Em 1218, Gêngis Cã enviou embaixadores e comerciantes à cidade de Otrar, no nordeste do reino corásmio. Como o governador de Otrar os mandou executar, Gêngis Cã saqueou a cidade e avançou sobre Samarcanda e outras cidades da região, destruindo e matando.
O neto de Gêngis, Hulagu Cã, completou a conquista do Império Corásmio, tomando Bagdá (e matando o último califa abácida) e a maior parte do restante do Oriente Médio no período entre 1255 e 1258. A Pérsia tornou-se um Ilcanato (província) do vasto Império Mongol.
Com a conversão do ilcã Gazã ao islamismo em 1295, este renunciou aos laços com o o Imperador Chengzong da China da dinastia Yuan, que havia sucedido seu pai Cublai como Grande Cã. Os ilcãs promoveram as artes e o conhecimento na melhor tradição da Pérsia islâmica.
Com a morte em 1335 do último ilcã legítimo, Abu Said, o território do ilcanato fragmentou-se em pequenos Estados, permitindo a Tamerlão invadir a Pérsia em 1370, conquistá-la e saqueá-la até a sua morte em 1405. Ainda mais sanguinário do que Gêngis, Tamerlão exterminou 70.000 pessoas em Ispaão de modo a poder construir torres com os seus crânios. A Pérsia foi deixada em ruínas.
Pelos cem anos seguintes a Pérsia deixou de ser uma unidade política. Fragmentada e governada pelos descendentes de Tamerlão, a Pérsia foi conquistada no final do século XV pela Confederação do Cordeiro Branco, mas faltava-lhes a sofisticação da época islâmica.

## Idade Moderna

### Os Safávidas: um novo Império Persa (1500-1722)

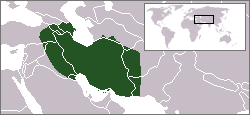
As fronteiras de 1512 do Império Safávida

A dinastia safávida era proveniente da cidade de Ardabil, na região do Azerbaijão. O xá safávida Ismail I derrubou o governo dos turcomenos da Ovelha Branca e fundou um novo Império Persa - o primeiro com uma dinastia local em 800 anos. Embora os primeiros governantes safávidas falassem uma língua turcomana, as gerações seguintes adotaram o persa, o que permitiu à identidade persa florescer mais uma vez. O período safávida é visto pelos historiadores como uma ponte entre a antiga Pérsia e o Irã moderno, devido à adoção da denominação xiita do islamismo e à renascença cultural e política empreendidas pela dinastia reinante.
Ismail expandiu as fronteiras da Pérsia de modo a incluir todo o território dos atuais Azerbaijão, Irã e Iraque, bem como grande parte do Afeganistão. A expansão foi detida pelo Império Otomano na batalha de Chaldiran, em 1514. Os conflitos com os otomanos se tornariam comuns no período safávida.
A Pérsia Safávida foi um Estado violento e caótico pelos setenta anos seguintes, mas em 1588 o xá Abaz I subiu ao trono e presidiu a um renascimento cultural e político. Transferiu a capital do império para Ispaão, que se tornou um dos mais importantes centros culturais do mundo islâmico; celebrou a paz com os otomanos; reformou o exército, expulsou os uzbeques da Pérsia para o que é hoje o Uzbequistão e recapturou a ilha de Ormuz das mãos dos portugueses (3 de Maio de 1622).
Os safávidas eram seguidores do islamismo xiita e tornaram o Irã o maior país xiita do mundo, posição que o Irã ainda ocupa.
Sob os safávidas, a Pérsia conheceu o seu último período de grande potência imperial. No início do século XVII, um acordo com o Império Otomano fixou a fronteira com a Pérsia, que continua, até hoje, a ser o limite entre a Turquia e o Irã modernos.

### A Pérsia e a Europa (1722-1799)
Em 1722, o Estado safávida desmoronou. Aquele ano assistiu à primeira invasão europeia da Pérsia desde o tempo de Alexandre: Pedro, o Grande, imperador da Rússia, invadiu o noroeste do país numa tentativa de controlar a Ásia Central. Para piorar a situação, forças otomanas acompanhavam os russos, o que permitiu o cerco bem-sucedido de Ispaão.
O país logrou opor-se à invasão; nem os russos, nem os turcos ganharam território às expensas da Pérsia. Entretanto, os safávidas foram seriamente enfraquecidos e, naquele ano, os seus súditos afegãos iniciaram uma rebelião sangrenta, em reação às tentativas de convertê-los à denominação xiita pela força. O último xá safávida foi executado, o que pôs fim à dinastia.
O Império Persa teve um breve avivamento sob Nader Xá, entre 1730 e 1740. Nader, um líder militar da tribo Afshar, expulsou os russos e confinou os afegãos ao território atual do Afeganistão. Lançou diversas campanhas bem-sucedidas contra os antigos inimigos da Pérsia, os canatos nômades da Ásia Central, e muitos foram destruídos ou absorvidos pelo Irã. O império de Nader declinou, porém, após sua morte. Sucedeu-o a curta e fraca dinastia Zand.

## Idade Contemporânea

### Expansão Europeia (1779-1914)
O atual Irã estava despreparado para a expansão mundial dos impérios coloniais europeus no fim do século XVIII e ao longo do XIX.
Sob a dinastia Cajar (1779-1925), a Pérsia recuperou uma relativa estabilidade, mas sem esperanças de competir com as novas potências industriais da Europa. A Pérsia viu-se espremida entre os cadas vez maiores impérios russo na Ásia Central e britânico na Índia. Cada um destes tirou do Irã territórios que se tornariam Barém, Azerbaijão, Quirguistão, Turcomenistão, Tajiquistão, Uzbequistão e partes do Afeganistão.
Embora a Pérsia não tenha sido invadida diretamente, aos poucos tornou-se economicamente dependente da Europa. A Convenção Anglo-Russa de 1907 formalizou as esferas de influência da Rússia e do Reino Unido sobre o norte e o sul do país, respectivamente, onde a potência colonial detinha a decisão final em assuntos econômicos.
Maomé Ali Xá Cajar concedeu a William Knox D'Arcy, posteriormente a Companhia Petrolífera Anglo-Persa (Anglo-Persian Oil Company), autorização para explorar e operar campos de petróleo em Masjid-al-Salaman, no sudoeste da Pérsia, que começaram a produzir em 1914. Winston Churchill, Primeiro Lorde do Almirantado Britânico, que supervisionava a conversão da Marinha Real Britânica para navios de guerra movidos a petróleo, nacionalizou parcialmente a companhia antes do início da Primeira Guerra Mundial. Uma pequena guarnição militar anglo-persa foi designada para guardar os campos petrolíferos.

### A Pérsia na Primeira Guerra Mundial (1914-1918)
O atual Irã foi envolvido na Primeira Guerra Mundial devido a sua posição estratégica entre o Afeganistão e os conflitantes impérios otomano, russo e britânico. Em 1914, o Reino Unido enviou uma força militar à Mesopotâmia para negar aos otomanos o acesso aos campos de petróleo persas. O Império Alemão retaliou em nome de seu aliado, ao espalhar o rumor de que o cáiser Guilherme II havia se convertido ao islamismo, e infiltrou agentes na Pérsia para atacar os campos petrolíferos e provocar uma jiade contra o governo britânico na Índia. A maioria destes agentes alemães foi capturada por tropas persas, britânicas ou russas que patrulhavam a fronteira afegã, e a rebelião perdeu força. Seguiu-se uma tentativa alemã de sequestrar o xá Amade Xá Cajar, envolvendo os seus guarda-costas, frustrada na undécima hora.
Em 1916, os combates entre forças russas e otomanas ao norte do país começavam a afetar a Pérsia. A Rússia estava levando a melhor até o colapso de seus exércitos, devido à Revolução Russa de 1917. Este fato deixou o Cáucaso desprotegido e os civis caucasianos e persas, famintos após anos de guerra e de privações. Em 1918, uma pequena unidade militar britânica de 400 homens, sob as ordens do general Dunsterville, entrou no Transcáucaso a partir da Pérsia, numa tentativa de incentivar a resistência local contra os exércitos alemão e otomano que estavam prestes a invadir os campos petrolíferos de Bacu. Embora se retirassem de volta à Pérsia, lograram atrasar o acesso turco ao petróleo até quase o armistício. Os víveres da expedição foram empregados para impedir uma grande fome na região.

### O Irã após a Primeira Guerra (1919-1935)

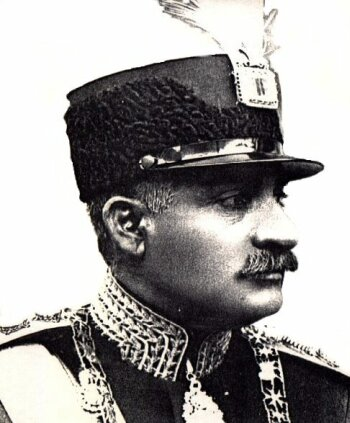
Reza Xá Pahlavi

Após a guerra, o norte do Irã foi ocupado pelo general britânico William Edmund Ironside com o objetivo de garantir os termos do armistício turco e auxiliar o general Dunsterville e o coronel Bicherakhov na contenção da influência bolchevique. O Reino Unido também assumiu de maneira mais efetiva o controle sobre os lucrativos campos petrolíferos.
Entre 1921 e 1925, um oficial do exército persa, Reza Câ, tomou o poder das mãos dos cajares e estabeleceu a nova dinastia Pahlavi, passando a chamar-se Reza Xá Pahlavi. Reza Xá transformou a Pérsia num país urbano, por meio da adoção de diversos projetos de desenvolvimento, industrialização, educação, infraestrutura (inclusive ferrovias), saúde e educação. Surgiram uma classe média profissional e uma classe operária industrial. O poder foi fortemente centralizado no monarca.
O xá procurou evitar o aprofundamento da dependência de seu país para com as duas grandes potências na região, a União Soviética e o Império Britânico.
Em 1935, o xá solicitou formalmente à comunidade internacional que passasse a empregar o termo Irã para designar o país, sendo que esta palavra deriva do termo proto-iraniano Aryānā, que significa "terra dos arianos", palavra registada pela primeira vez no Avestá da tradição do zoroastrismo. (ver o artigo Pérsia acerca do nome do país).

### O Irã na Segunda Guerra Mundial
Em 1941, durante a Segunda Guerra Mundial, o Irã foi invadido por dois países que naquela época eram considerados grandes potências mundiais, a Inglaterra e a União Soviética.
Estes, ao se apoderar de parte dos recursos petrolíferos do Irã, fizeram o "xá" (título iraniano) abdicar em nome do seu filho: Mohammad Reza Pahlavi, ao ver que ele poderia ser um governante que lhes seria mais favorável.
Em 1953, após a nacionalização da Anglo-American Oil Company (Em inglês, Companhia de Óleo Anglo-Americana), um conflito entre o xá e o primeiro-ministro Mohammed Mossadegh (no poder de 1951 - 1953) levou à deposição e prisão deste ministro.

## Pós-II Guerra
O reinado do xá Pahlavi tornou-se progressivamente ditatorial, especialmente no final dos anos 1970. Com o apoio da Inglaterra e dos Estados Unidos, Reza Pahlavi continuou a modernizar o país, mas insistia em oprimir a oposição do clero xiita e dos defensores da democracia.

### Era Pahlavi
Mohamed Reza Pahlavi procurou modernizar rapidamente o país, através de sua chamada "Revolução Branca". Em 1963, uma campanha de modernização incluiu a reforma agrária e o direito de voto às mulheres, ao mesmo tempo em que procurava laicizar a sociedade iraniana inclusive através de medidas coercitivas. A oposição era tratada com dureza por seu governo de caráter ditatorial, sustentado por considerável poderio militar e apoiado por sucessivos governos dos Estados Unidos da América.
Os laços militares com os Estados Unidos aprofundaram-se em 1971, quando os norte-americanos concederam ao Irã crédito para a compra de armas no valor de US$ 1 bilhão. Entretanto a aliança com o Ocidente não impediu o governo iraniano de assumir o controle da indústria petrolífera nem de aderir ao embargo decretado pela OPEP em 1973.
Foi a articulação entre a oposição política e o clero xiita que viabilizou a revolução de 1979 liderada - a princípio simbolicamente e depois de fato - pelo Aiatolá Khomeini. Como resultado da ação, o regime monárquico foi derrubado, o xá exilou-se nos Estados Unidos e instalou-se no país uma teocracia, passando o país a chamar-se República Islâmica do Irã.

### Rompimento com o Reino Unido
Em 1953, o intenso nacionalismo levou o país  a conflitos com os interesses do Reino Unido, em consequência da decisão do parlamento iraniano, sob o primeiro-ministro Mohammad Mosaddeq, de nacionalizar as companhias petrolíferas estrangeiras, quase todas britânicas. O Irã rompeu, então, relações diplomáticas com o Reino Unido.
A União Soviética apoiou o Irã e começou a comprar seu petróleo para compensar o boicote decretado pelos países ocidentais.
A crise atingiu o ápice em agosto de 1953, com a deposição de Mosaddeq por um golpe militar realizado com a ajuda do serviço secreto do Reino Unido e dos Estados Unidos. O xá Reza Pahlevi, que havia fugido do país, retornou e assumiu poderes ditatoriais. Mosaddeq foi preso.

### Revolução islâmica
Em 1979 ocorreu a revolução islâmica, na qual as diversas correntes de oposição ao xá (esquerdistas, liberais e muçulmanos tradicionalistas) uniram-se sob a liderança do aiatolá Ruhollah Khomeini, exilado na França. O governo não conseguiu controlar a insurreição e, em janeiro de 1979, o xá Reza Pahlevi fugiu do país.
O poder foi transferido ao primeiro-ministro Shapur Bakhtiar. As Forças Armadas aderiram aos revoltosos. Khomeini regressou triunfalmente a Teerã em 1 de fevereiro de 1979 e, dez dias depois, assumiu o poder, com a renúncia e fuga de Bakhtiar.
Em 1 de abril, o Irã foi declarado oficialmente uma república islâmica, cuja autoridade suprema é um chefe religioso (o próprio Khomeini). Para a chefia executiva do governo foi eleito presidente da República, em janeiro de 1980, Abolhasan Bani-Sadr, um dos líderes da oposição laica ao governo do xá. Os chefes da polícia política do xá (a Savak) foram executados.

### Invasão da embaixada americana em Teerã
Em 4 de novembro de 1979, um grupo de militantes islâmicos ocupou a embaixada dos Estados Unidos em Teerã e tomou 64 norte-americanos como reféns. O governo iraniano apoiou a ocupação da embaixada e fez várias exigências, entre as quais a extradição do xá, que na ocasião estava nos EUA. O governo norte-americano congelou os bens iranianos no país. Em abril de 1980, os EUA empreenderam uma fracassada incursão militar em território iraniano para tentar libertar os reféns.
O impasse não se resolveu nem mesmo com a morte do xá, em 27 de julho de 1980, no Egito. Os reféns norte-americanos foram libertados somente em janeiro de 1981, depois de um acordo para a devolução dos bens do Irã nos EUA.

### Guerra Irã-Iraque
Em 1980, o país entrou em guerra com o Iraque, cujo governo havia ocupado áreas em litígio às margens do Chatt El-Arab.
O conflito causou grande destruição em ambos os países e foi encerrado apenas em 1988. As fronteiras, objeto da disputa, permaneceram inalteradas. Estima-se que morreram 400 mil iranianos e 300 mil iraquianos.

### A instabilidade política
A Revolução Islâmica logo degenerou numa luta pelo poder em que se confrontaram os aiatolás, partidários da instalação de um regime teocrático, e as forças civis, defensoras da separação entre Estado e Mesquita.
Em julho de 1981 ocorreram combates entre a Guarda Revolucionária, milícia ligada aos aiatolás, e os Combatentes do Povo (mujahedin), de esquerda. O presidente Bani-Sadr, que se havia aliado aos mujahedin, foi destituído pelo Parlamento e se exilou na França. Os mujahedin tentaram uma insurreição e foram esmagados num conflito em que morreram 13 mil pessoas.
Os rebeldes reagiram com uma campanha terrorista na qual foram assassinadas altas autoridades. Em 1983, a repressão atingiu o Partido Comunista (Tudeh), com o qual o regime de Khomeini convivia pacificamente. Os principais dirigentes comunistas foram presos e o partido foi declarado ilegal.

### A instabilidade econômica
Os problemas econômicos, agravados pela queda do preço do petróleo, trouxeram à tona as divergências entre os aiatolás. A ala mais moderada - os chamados "pragmáticos" - pregavam o abandono da política isolacionista e a aproximação com o Ocidente, visando obter recursos para desenvolver o país. A corrente radical opunha-se às influências externas. O predomínio dos radicais expressou-se na sentença de morte decretada pelo aiatolá Khomeini, em 20 de fevereiro de 1989, contra o escritor anglo-indiano Salman Rushdie, cujo livro, "Versos Satânicos", foi considerado ofensivo ao Islã.

### Fim da era Khomeini
Com a morte de Khomeini, em 3 de junho de 1989,  houve favorecimento dos pragmáticos. Um líder religioso moderado, Ali Hashemi Rafsanjani, foi eleito presidente. Entrou em choque com Ali Khamenei, aiatolá radical escolhido por Khomeini para sucedê-lo. Apoiado por uma Assembleia de Sábios, Khamenei mostrou força ao renovar, em 1990, a sentença de morte contra Rushdie. Rafsanjani, de sua parte, fecha contratos para investimentos alemães, franceses e ingleses. Rafsanjani foi reeleito presidente em 13 de junho de 1993, com 63% dos votos, e prometeu manter a abertura para o exterior, principalmente na área econômica.

### Acusação americana de terrorismo
Em 1995 houve um agravamento da crise econômica e do confronto com os EUA, motivado pela possibilidade de o Irã fabricar uma bomba nuclear usando tecnologia russa. Em março do mesmo ano, os americanos suspenderam um contrato petrolífero firmado com o Irã pela empresa Conoco e impuseram severo embargo comercial ao país, depois de acusar o governo de Rafsanjani de apoiar o terrorismo internacional e de insistir na tentativa de desenvolver armas nucleares. Os iranianos desafiaram o embargo, mas sua economia sofreu efeitos cada vez mais pesados. Explodiram violentos protestos contra a alta dos preços nos arredores de Teerã, duramente reprimidos pela Guarda Revolucionária.
Em novo episódio, em julho de 1996, o Congresso norte-americano aprovou uma lei de sanções a empresas que investirem mais de US$ 40 milhões anuais no Irã ou na Líbia, países acusados de terrorismo.

### Acusação alemã ao terrorismo iraniano
Em abril de 1997, a Suprema Corte de Berlim responsabiliza a cúpula dirigente do Irã pelo assassinato de quatro oposicionistas curdos iranianos na cidade em 1992. Foi a primeira vez que um tribunal ocidental acusou o governo iraniano de envolvimento direto no terrorismo internacional.

### Renovação do parlamento iraniano
Em março e abril de 1996 é renovado o Parlamento iraniano. A Sociedade do Clero Combativo (SCC), de direita, perdeu a maioria absoluta. Cresceu a representação dos Servidores da Construção do Irã (SCI), mais liberal e apoiada pelo presidente Rafsanjani. Em julho, no entanto, o líder da SCC, Ali Akbar Nateq Nouri, foi reeleito presidente do Parlamento, derrotando o candidato do SCI.
Na eleição presidencial de 23 de maio de 1997, pela primeira vez desde a revolução de 1979, os eleitores puderam escolher entre um candidato da linha dura e um moderado. Venceu o moderado Sayed Mohammad Khatami, derrotando Ali Nateq Nouri, o candidato do clero.
Khatami, de 54 anos, elegeu-se com o apoio das mulheres, dos intelectuais e dos jovens atraídos por promessas de abrandar os rigorosos códigos sociais vigentes no país. Ele assumiu o cargo em agosto, substituindo Rafsanjani.
Khatami foi reeleito em 2001, mas seus esforços em prol de reformas governamentais sempre tiveram o entrave do Conselho Religioso, o que ocasionou um processo de rejeição ao seu governo.
Nas últimas eleições para a presidência do país, foi eleito Mahmoud Ahmadinejad, ex-prefeito de Teerã e ultraconservador, até então desconhecido. Ahmadinejad tomou posse em agosto de 2005, tendo sua eleição grande respaldo de líderes religiosos.

### Programa Nuclear do Irão
O programa nuclear iraniano, que tem alegadamente fins pacíficos, é colocado sob suspeita de ter como finalidade oculta a produção de armas nucleares, pois segundo especialistas ocidentais e iranianos, esse armamento é o único mecanismo de dissuasão militar que impediria um possível ataque israeliano ou dos EUA ao Irão. Segundo o governo do Irão, seu programa pretende dominar a tecnologia de enriquecimento de urânio, que aumenta a parcela de isótopos mais radioativos, limitando esse enriquecimento às necessidades das aplicações civis (máximo de aproximadamente 20%). Entretanto, os EUA, com apoio da União Europeia, acusam o Irão de pretender produzir urânio enriquecido a 99%, material básico para armas nucleares. Essas acusações baseiam-se no fato de que o procedimento básico é o mesmo, e o regime iraniano, que tem sido ameaçado constantemente pelas potências ocidentais desde a revolução islâmica de 1979 e também pelo fato de ter sido invadido pelo Iraque em 1981 com apoio dos EUA e de Israel, o regime iraniano tem reagido de maneira belicosa e de desconfiança com relação ao Ocidente.
Pelo ângulo iraniano a questão é de equilíbrio regional, uma vez que Israel (seu maior inimigo local), Paquistão e Índia são potências nucleares. Pelo lado dos interesses euro-americanos, trata-se de impedir um regime adversário de tornar-se mais um membro indesejado do Clube Nuclear.
A oposição da Rússia e da China, além outros, tem impedido que o país seja levado ao Conselho de Segurança da ONU, para aplicação de sanções. Entretanto, como as potencias ocidentais e o Irã não dão sinais de um acordo, e nem americanos e europeus parecem pretender ceder, é provável que aquelas potências acabem por concordar com algum tipo de sanção ao Irão.
Em 17 de maio de 2010, em Teerã, foi anunciado o acordo articulado pelo Presidente Luiz Inácio Lula da Silva do Brasil entre Brasil/Irão/Turquia, neste acordo, o Irã enviaria urânio para ser enriquecido na Turquia. O acordo prevê que o Irão enviará 1,2 tonelada de urânio com baixo grau de enriquecimento (3,5%) para a Turquia em troca de 120 kg de combustível enriquecido a 20%. A troca deverá ter o acompanhamento da AIEA (Agência Internacional de Energia Atômica, órgão da ONU).